# تارا كانر
تارا إليزابيث كانر (بالإنجليزية: Tara Elizabeth Conner)‏ هي عارضة أزياء ومحامية وملكة جمال أمريكية ولدت في يوم 18 ديسمبر 1985 في مدينة دالاس في ولاية تكساس في الولايات المتحدة، تارا كانر هي الفائزة بلقب ملكة جمال الولايات المتحدة لسنة 2006، كما أنها مثلت الولايات المتحدة في مسابقة ملكة جمال الكون لسنة 2006، بعد ذلك عملت كموديل لشركة أي إكس إس وعرفت بعروض البيكيني، في سنة 2006 بدأت حملة دعاية لمكافحة التدخين وإدمان الكوكايين وذلك بعد أن تورطت بفضيحة مع كاتي بلير بشرب الكوكايين دون السن القانوني في إحدى نوادي نيويورك الليلية.

## وصلات خارجية
- تارا كانر على موقع IMDb (الإنجليزية)
- تارا كانر على موقع قاعدة بيانات الفيلم (الإنجليزية)
- تارا كانر على موقع كينوبويسك (الروسية)
- تارا كانر على قاعدة بيانات الأفلام على الإنترنت
- تارا كانر على فيسبوك